# Żuławy
Żuławy (kaszb. zëławie, niem. Werder) – obszary wytworzone przez akumulację materiału rzecznego w deltach rzek. Charakteryzują się bardzo urodzajnymi glebami. Są to zazwyczaj tereny podmokłe. W Polsce termin ten odnosi się głównie do obszaru Żuław Wiślanych.

## Pochodzenie nazwy
Problem pochodzenia nazwy „żuławy” nie został dotąd ostatecznie rozwiązany. Część badaczy sądzi, iż pochodzi on od pruskiego wyrazu sulava (wyspa). Inni uważają, że w rdzeniu tej nazwy tkwi polski rzeczownik żuł (namuł leśny). Charakterystyczne jest jednak, że w XIII w., obok łacińskiego wyrazu insula (wyspa) używano również pruskiego olouo. Niemiecka nazwa werder (wyspa) miała początkowo apelatywny charakter i była tłumaczeniem łacińskiego wyrazu insula.